# Королевство Малинди
Королевство Малинди  — цивилизация народов банту на восточном побережье Африки на территории современной Кении примерно с IX по XV век. Сведения об этом королевстве стали известны в результате археологических раскопок в районе современных Малинди и Мамбруи.

## История королевства
Существует спор относительно того, было ли королевство первоначально сосредоточено вокруг Малинди или вокруг Мамбруи. Общее поселение в этом регионе датируется примерно 850 годом н. э. Тогда банту-говорящие крестьяне и ремесленники, жившие здесь, выплавляли железо, строили дома из дерева и плетня, крытые пальмовыми листьями, говорили на местном диалекте и занимались региональной торговлей, а иногда и торговлей с отдалёнными городами, в том числе в арабском мире, в Индии и Китае.
Китайские тексты IX века называют некий дальний западный порт именем, которое фонетически идентично Малинди. В начале XV века жители Малинди добрались до Китая, подарили китайскому императору Чэн-цзу живого жирафа. После чего восхищённый император снарядил морскую экспедицию во главе с Чжэн Хэ на поиск новых земель и невиданных зверей в районы нынешних Сомали и Кении.
Королевство Малинди процветало до появления на восточном побережье Африки экспедиции Васко да Гамы в конце XV века. Колонизация региона Малинди португальцами вызвала упадок, а основным морским портом и центром торговли стала Момбаса.